# Anormogomphus
Genre
Anormogomphus est un genre de libellules de la famille des Gomphidae (sous-ordre des Anisoptères).

## Liste d'espèces
Selon BioLib (23 avril 2020) :
- Anormogomphus exilocorpus Yousuf & Yunus, 1977
- Anormogomphus heteropterus Selys, 1854
- Anormogomphus kiritschenkoi Bartenev, 1913